# Andreas Farny
Andreas Farny (* 17. September 1992 in Bobingen) ist ein deutscher Eishockeyspieler, der seit August 2016 beim EV Lindau in der Eishockey-Oberliga unter Vertrag steht.

## Karriere
Andreas Farny begann seine Karriere als Eishockeyspieler in der Nachwuchsabteilung des Augsburger EV, für den er bis 2008 in der Schüler-Bundesliga sowie der Jugend-Bundesliga aktiv war. Im Laufe der Saison 2008/09 wechselte er zum ESV Kaufbeuren und spielte eineinhalb Jahre lang für diesen in der Jugend-Bundesliga sowie der Junioren-Bundesliga. Gegen Ende der Saison 2009/10 kam der Flügelspieler zudem zu vier Einsätzen für die Profimannschaft des ESV Kaufbeuren in der 2. Eishockey-Bundesliga. Zur Saison 2010/11 kehrte der Linksschütze nach Augsburg zurück und spielte sowohl für den Stammverein Augsburger EV in der Junioren-Bundesliga sowie für die Profimannschaft Augsburger Panther in der Deutschen Eishockey Liga, wobei er für die Panther in 4 DEL-Partien auf dem Eis stand.
In der Saison 2011/12 konnte sich Farny auf insgesamt 33 DEL-Einsätze steigern, in denen er zwei Tore erzielte. Parallel spielte er für das Junioren-Bundesliga-Team des AEV sowie mit einer Förderlizenz ausgestattet für den EHC Klostersee aus der drittklassigen Eishockey-Oberliga. In der Saison 2012/13 begann Farny erneut für den AEV in der Junioren-Bundesliga sowie für den EHC Klostersee in der Oberliga. Zudem stand er weiterhin im DEL-Kader der Augsburger Panther.   

## DEL-Statistik
(Stand: Ende der Saison 2011/12)